# HAT-P-2b
HAT-P-2b es un planeta extrasolar detectado por el Harvard-Smithsonian Center for Astrophysics en mayo de 2007, por medio del Proyecto HATNet. Orbita una estrella de tipo espectral F llamada HD 147506, más grande y más caliente que el sol, situada a 440 años luz en la constelación de Hércules. El planeta pasa por delante de su estrella cada 5 días y 15 horas, de tal forma que pueda ser visto desde la Tierra.
| HAT-P-2b | Júpiter |
| -------- | ------- |
|          |         |

Se estima que la masa del planeta es algo superior a 9 veces la masa de Júpiter, siendo uno de los planetas más masivos que se conocen, mientras que su radio es de 1.157 veces el de Júpiter. Su pequeño tamaño se explica por la intensa fuerza de gravedad que el planeta ejerce hacia su centro. Esto se traduce en que la densidad del planeta es el doble que la densidad terrestre, y la gravedad superficial es 25 veces mayor que en la Tierra. La órbita del planeta se caracteriza por ser muy excéntrica, variando desde las 3.1 millones de millas, hasta las 9.6 millones de millas de distancia a la estrella; si la Tierra tuviera la misma excentricidad, variaría desde una distancia equivalente a la de Mercurio, a una similar a la de Marte.
Se ha sugerido que existe un segundo planeta que perturba la órbita de HAT-P-2b, aunque todavía no se ha demostrado ni refutado.
Además del calor de su principal estrella, se cree que el calor generado por las fuerzas de marea ha desarrollado un importante papel en la evolución del planeta.